# Квинт Минуций Терм
Квинт Мину́ций Терм (лат. Quintus Minucius Thermus; умер в 188 году до н. э., Фракия) — римский военачальник и политический деятель из плебейского рода Минуциев, консул 193 года до н. э.

## Происхождение
Квинт Минуций принадлежал к плебейскому роду, возвысившемуся до консулата в 305 году до н. э. Согласно Капитолийским фастам, у отца и деда Квинта Минуция были преномены Квинт и Луций соответственно.

## Биография
В течение всей своей карьеры Квинт Минуций принадлежал к окружению Публия Корнелия Сципиона Африканского. Он появляется в источниках в связи с событиями 202 года до н. э.: тогда Терм был военным трибуном в армии Сципиона, действовавшей в Африке на заключительном этапе Второй Пунической войны. Он фигурирует в двух боевых эпизодах. Квинт Минуций захватил обоз, двигавшийся из Карфагена в расположение армии Ганнибала, и при этом 4 тысячи вражеских воинов было убито, а ещё 4 тысячи попали в плен. В решающей битве при Заме Сципион направил Терма с отборным отрядом на помощь левому флангу римской армии, который теснили превосходящие силы противника.
В 201 году до н. э. Квинт Минуций уже был в Риме и занимал должность народного трибуна. Один из консулов этого года Гней Корнелий Лентул попытался занять место Сципиона в Африке, но Терм и его коллега Маний Ацилий Глабрион этому воспрепятствовали. В 198 году до н. э. Квинт Минуций был курульным эдилом, в 197 году входил в состав коллегии триумвиров по обустройству колоний в Кампании (Путеолы, Вольтурн, Литерн, Салерн, Буксент), а в 196 году стал претором. Во всех трёх случаях коллегой Терма был ещё один политический союзник Сципиона Тиберий Семпроний Лонг.
Провинцией Квинта Минуция во время его претуры стала Ближняя Испания. Его предшественник Гай Семпроний Тудитан потерпел поражение от местных племён и был смертельно ранен в бою, но Терм, пополнив провинциальную армию одним римским легионом и 9 тысячами союзников, смог одержать большую победу у города Турда. Из короткого упоминания у Ливия следует, что испанцами в этом бою командовали некие Будар и Бесадин; из них Будар попал в плен, и ещё 12 тысяч испанцев было убито. Даже если античные авторы преувеличивают число погибших, эта победа показалась сенату достаточно весомой, чтобы Терм по возвращении в Рим в 195 году до н. э. получил триумф.
Квинт Минуций успел ещё принять участие в обустройстве кампанских колоний, закончившемся в 194 году до н. э. Консулами этого года были Сципион Африканский и старый коллега Терма Тиберий Семпроний Лонг; благодаря поддержке последнего Квинт Минуций был избран консулом на следующий год вместе с патрицием Луцием Корнелием Мерулой. Далее повторилась история 197 года до н. э.: консулами были Корнелий и Минуций, оба они воевали на северных границах Италии, причём Корнелий с галлами, а Минуций — с лигурами. Последние, собрав 40-тысячную армию, осадили Пизу. Терм пришёл на помощь городу, но дать врагу открытое сражение не решился из-за его численного превосходства. Известно, что в течение этой кампании римская армия дважды попадала в тяжёлое положение (один раз лигуры осадили лагерь, один раз внезапно напали, когда римляне шли через ущелье), но избежала разгрома. Полномочия Квинта Минуция дважды продлевались ещё на год, но до самого конца 191 года до н. э. Терм не добился каких-либо заметных успехов. Только в 190 году он смог замирить лигуров, после чего передал армию своему преемнику Публию Корнелию Сципиону Назике.
Вернувшись в Рим, Квинт Минуций потребовал от сената второй триумф. Этой же почести добивался тогда ещё один военачальник из окружения Сципиона — Маний Ацилий Глабрион, коллега Терма по трибунату, только что вернувшийся из Этолии. Глабрион получил согласие сенаторов, а против Квинта Минуция выступил Марк Порций Катон, обвинивший своего оппонента в создании реляций о фальшивых победах и в произволе по отношению к союзникам. Сохранились фрагменты двух речей Катона — «Против Квинта Минуция Терма о ложных сражениях» и «Против Квинта Минуция Терма о десяти». Вследствие этой атаки Терм остался без триумфа. В историографии существует предположение, что Марк Порций выступил против Квинта Минуция для того, чтобы исключить его участие в цензорских выборах 189 года до н. э..
В 189 году до н. э. Квинт Минуций стал одним из децемвиров, назначенных сенатом для оформления послевоенных границ в Азии. Совместно с проконсулом Гнеем Манлием Вульсоном децемвиры заключили с представителями Антиоха III мир в Апамее, по которому царь был обязан вывести войска из Малой Азии, уничтожить почти весь флот, передать Риму всех боевых слонов и выплатить огромную контрибуцию. По поручению Гнея Манлия Терм совершил поездку в Сирию, где добился от Антиоха ратификации этого договора. В 188 году до н. э. он вместе с прочими децемвирами и проконсулом отправился в Италию, но в пути, во Фракии, римская армия и её огромный обоз стали мишенью для атак местных племён. В одном из столкновений Квинт Минуций погиб.

## Потомки
Предположительно сыном Квинта Минуция был Луций Минуций Терм, который упоминается в источниках как легат в 182 и 178 годах до н. э. и посол в Египет в 154 году.